# Blancmange
Blancmange est un groupe de new wave et synthpop britannique, originaire de Harrow, en Angleterre. Il est composé de Neil Arthur (chant) et Stephen Luscombe (claviers). Actif entre 1980 et 1987, il se reforme en 2006.

## Biographie

### Débuts (1979–1982)
Formé en 1979 par deux étudiants en arts, Blancmange sort son premier EP, Irene and Mavis en 1980. La même année, ils sont présents sur la fameuse compilation Some Bizarre Album aux côtés de grands noms du genre, tels que Soft Cell ou encore Depeche Mode. Le groupe commence réellement à percer deux ans plus tard, avec la sortie des singles I've Seen the Word et Feel Me, mais aussi et surtout Living on the Ceiling en octobre 1982 et qui restera comme leur titre le plus connu et celui ayant obtenu le plus de succès. 
Les trois singles sont extraits de leur premier album sorti au même instant, Happy Families,. Si la majorité des titres se réclament de la mouvance synthpop, on devine déjà leurs influences orientales très prononcées qui deviendront leur marque de fabrique, surtout dans le titre Living on the ceiling dont le clip est tourné en Égypte. On note également la présence sur cet album du titre instrumental Sad Day, présent sur la compilation Some Bizarre Album en 1980.
Le quatrième et dernier single extrait de l'album est une ballade sortie en février 1983, Waves.

### Mange Tout(1983–1985)
Un autre grand succès arrivera en mai 1983 avec Blind Vision, dont le vidéo-clip mettra en lumière le véritable blanc-manger : un dessert de couleur rose. C'est ensuite That's Love that It is qui ira trouver le chemin des charts britanniques en novembre 1983. À cette occasion, Neil Arthur avait renoncé à son imposante chevelure brune et bouclée en se rasant la tête pour les besoins du clip.
Ces deux derniers singles sont extraits du deuxième album, Mange tout, dévoilé au mois de mai 1984. Il demeurera le seul album du groupe à avoir véritablement marché, et fut accompagné d'un troisième single, leur dernier grand tube, Don't tell me, en avril 1984. Le clip était tourné en Espagne et comportait, en guise de clin d'œil, une scène où l'on pouvait apercevoir des affiches pour un concert de Depeche Mode.
À ce stade de leur carrière, Blancmange est à son apogée. Le choix d'imposer des sonorités exotiques (le plus souvent d'origine indienne) avait permis au groupe de se démarquer de tous les autres. Des musiciens prestigieux tels que le percussionniste Pandit Dinesh ou le guitariste David Rhodes (qui avait travaillé avec Peter Gabriel) sont également à mettre dans les qualités du groupe. En 1984, leur influence est telle qu'ils sont approchés par Vince Clarke (après la dissolution de Yazoo, et peu avant la création de Erasure), Ian Marsh (The Human League, puis Heaven 17) déclare dans une interview que Blancmange était son groupe favori du moment, et le groupe Thompson Twins enregistre un titre avec le percussionniste indien de Blancmange, The Gap.
Si le groupe était facilement reconnaissable sur le plan sonore, il l'était également sur le plan visuel : Neil Arthur était un personnage de très grande taille avec une imposante chevelure brune et bouclée, tranchant avec son complice Stephen Luscombe, petit blond aux cheveux courts. Notons également la grande diversité des titres sur chaque album : entre deux tubes de synthpop britannique saupoudrés ou non de sonorités indiennes, on trouve souvent des morceaux moins accessibles, instrumentaux ou expérimentaux.
Malheureusement, la suite est moins idyllique. Une grande tournée eut lieu dans toute l'Europe, tandis que sortait en juillet 1984 un quatrième et dernier single extrait de cet album. Il s'agissait d'une étonnante et très réussie reprise du dernier succès d'ABBA, The day before you came, sorti en octobre 1982. La reprise de Blancmange se classa dix places au-dessus de l'originale et comportait des chœurs d'Agnetha Fältskog, la chanteuse blonde du fameux groupe suédois.
En 1985, la mouvance synthpop s'effrite et Blancmange commettra la lourde erreur d'offrir un album aux racines plus synthétiques… à une période où cette mode venait à disparaître. Le premier single de ce nouvel opus apparaîtra en septembre 1985 : What's Your Problem sera leur dernière apparition dans le Top 50 britannique. Le morceau suivant, Lose your love, passera quasiment inaperçu malgré un clip original où le groupe détruit une maison dans son intégralité. Ce sera le single qui connaîtra les ventes les plus faibles et le classement le plus bas.

### Believe You Me(1985)
Le troisième (et dernier) album de Blancmange, Believe You Me (le titre commençant par la lettre B et se terminant par la lettre E, comme le nom du groupe), sera un échec en cette fin d'année 1985. Il fait participer Paul Webb, bassiste de Talk Talk, sur le titre 22339. Le guitariste David Rhodes ira d'ailleurs rejoindre les rangs de Talk Talk au même moment.
Une dernière tentative vit le jour au printemps 1986, I Can See it, sera un nouvel échec, faute de promotion suffisante et en l'absence de clip vidéo. Le titre est d'ailleurs modifié pour plus de simplicité : il est appelé Why Don't they Leave Things Alone sur l'album. Après ce nouvel échec, le groupe se sépare. Neil Arthur tente une carrière solo en 1994, sans succès. Stephen Luscombe se consacrera à la musique indienne. 

### Retour (depuis 2008)
Le groupe se reforme en 2008, les trois albums sont réédités avec de nombreux bonus, et un nouvel album intitulé Blanc Burn est annoncé début mars 2011 au Royaume-Uni sur le label Proper Records. Blancmange, même dans son pays d'origine, demeure sans aucun doute l'un des groupes les plus injustement oubliés de l'histoire de la synthpop, et ce, malgré leur important succès à l'époque.
Le 23 juin 2017, Fader, émerge un nouveau projet musical entre Neil Arthur et Benge, sortant leur premier album, First Light. Il est précédé par un single, I Prefer Solitude, le 7 juin 2017. En août 2017, Edsel sort le coffret 9-CD The Blanc Tapes. En avril 2018, Blancmange annonce un album studio, Wanderlust, et une tournée américaine pour novembre 2018.

## Discographie

### Albums studio
| Année | Titre             | Charts UK | Temps passé dans les charts | Dates d'entrée et sortie charts |
| ----- | ----------------- | --------- | --------------------------- | ------------------------------- |
| 1982  | Happy Families    | 30        | 38 semaines                 | 09/10/1982 - 25/06/1983         |
| 1984  | Mange Tout        | 8         | 17 semaines                 | 26/05/1984 - 15/09/1984         |
| 1985  | Believe You Me    | 54        | 2 semaines                  | 26/10/1985 - 02/11/1985         |
| 2011  | Blanc Burn        | 163       | -                           | -                               |
| 2015  | Semi Detached     | -         | -                           | -                               |
| 2015  | Nil By Mouth      | -         | -                           | -                               |
| 2016  | Commuter 23       | -         | -                           | -                               |
| 2017  | Unfurnished Rooms | -         | -                           | -                               |
| 2018  | Wanderlust        | -         | -                           | -                               |
| 2020  | Mindset           | -         | -                           | -                               |
| 2020  | Nil By Mouth 2    | -         | -                           | -                               |
| 2021  | Commercial Break  | -         | -                           | -                               |
| 2021  | Nil By Mouth 3    | -         | -                           | -                               |
| 2022  | Private View      | -         | -                           | -                               |

### Singles
| Année | Titre                      | Charts UK | Temps passé dans les charts | Dates d'entrée & sortie charts | Album          |
| ----- | -------------------------- | --------- | --------------------------- | ------------------------------ | -------------- |
| 1982  | I've seen the word         | 65        | 2 semaines                  | 17/04/1982 - 24/04/1982        | Happy families |
| 1982  | Feel me                    | 46        | 5 semaines                  | 31/07/1982 - 28/08/1982        | Happy families |
| 1982  | Living on the Ceiling (en) | 7         | 14 semaines                 | 30/10/1982 - 29/01/1983        | Happy families |
| 1983  | Waves                      | 19        | 9 semaines                  | 19/02/1983 - 16/04/1983        | Happy families |
| 1983  | Blind vision               | 10        | 8 semaines                  | 07/05/1983 - 25/06/1983        | Mange tout     |
| 1983  | That's love that it is     | 33        | 8 semaines                  | 26/11/1983 - 14/01/1984        | Mange tout     |
| 1984  | Don't tell me              | 8         | 10 semaines                 | 14/04/1984 - 16/06/1984        | Mange tout     |
| 1984  | The day before you came    | 22        | 8 semaines                  | 21/07/1984 - 08/09/1984        | Mange tout     |
| 1985  | What's your problem        | 40        | 5 semaines                  | 07/09/1985 - 05/10/1985        | Believe you me |
| 1985  | Lose your love             | 77        | 2 semaines                  | 09/11/1985 - 16/11/1985        | Believe you me |
| 1986  | I can see it               | 71        | 3 semaines                  | 03/05/1986 - 17/05/1986        | Believe you me |
| 2011  | Drive me                   | -         | -                           | -                              | Blanc burn     |
| 2015  | Paddington                 | -         | -                           | -                              | Semi Detached  |